# Општина Поткоава (Олт)
Поткоава (рум. Potcoava) општина је у Румунији у округу Олт.
Oпштина се налази на надморској висини од 180 m.